# Interpretazione a molti mondi

Secondo l'interpretazione a molti mondi, ogni evento è un punto di diramazione; si vive in diversi rami dell'universo che sono ugualmente reali ma che non possono interagire tra loro.

L'interpretazione a molti mondi, abbreviata nella terminologia anglosassone in MWI (Many Worlds Interpretation), è una delle interpretazioni della meccanica quantistica, formulata come estensione dell'interpretazione di Copenaghen.
L'interpretazione a molti mondi ha preso spunto dal lavoro dal fisico Hugh Everett III del 1957. È stata formulata successivamente da Bryce Seligman DeWitt, che ha introdotto il termine "a molti mondi" per riferirsi all'idea che una misurazione di una proprietà di uno stato quantistico abbia come conseguenza la divisione della storia dell'universo in molti mondi distinti, ciascuno dei quali caratterizzato da diversi risultati della misura.

## Necessità di nuove interpretazioni della teoria quantistica
Hugh Everett cercò di formulare una alternativa all'interpretazione di Copenaghen, cercando di superare la discontinuità nell'evoluzione temporale dei sistemi fisici rappresentata dal collasso della funzione d'onda. Durante i suoi studi per il dottorato, il fisico statunitense si occupò di trovare una spiegazione in particolare al problema dell'interazione fra l'osservatore che compie una misura e il sistema effettivamente osservato, nell'insieme delle leggi quantistiche.
Al contrario della meccanica classica dove lo stato di una particella è specificato dalla sua posizione e dalla sua velocità, la funzione d'onda rappresenta lo stato di una particella o di un qualsiasi sistema fisico quantistico. L'evoluzione temporale della funzione d'onda è data dell'equazione di Schrödinger, che, come l'equazione delle onde, è una equazione differenziale lineare. Questo significa che date due soluzioni distinte, anche una loro qualsiasi combinazione lineare è ancora una soluzione dell'equazione di Schrödinger. Una funzione d'onda può quindi essere una arbitraria combinazione lineare di funzioni d'onda rappresentanti stati differenti. Nell'atomo di idrogeno ad esempio, lo stato dell'elettrone sarà in generale descritto da una combinazione di funzioni d'onda di diversi livelli energetici, senza che sia possibile definire in modo esatto quale sia la sua energia. Si pone quindi il problema di capire come emergano le proprietà delle particelle, come la posizione, la velocità o l'energia, quando una misurazione viene effettuata. Secondo l'interpretazione di Copenaghen, una misurazione perturba in modo discontinuo lo stato del sistema misurato provocando il collasso della funzione d'onda, in seguito al quale l'osservabile sotto misurazione assume il valore misurato.
Tuttavia in questo modo le osservazioni stesse del fenomeno, e quindi anche gli osservatori, diventano protagonisti dell'evoluzione temporale dei sistemi fisici, in modo tale che non si può più assumere l'esistenza di una natura senza un osservatore che attivamente la misuri (da qui una delle interpretazioni della meccanica quantistica, quella "alla George Berkeley", secondo il quale "esse est percipi", il che significa che non esiste una realtà indipendente dalla osservazione-percezione).
L'interpretazione a molti mondi ha tentato di ridurre il ruolo protagonista dell'osservatore e di rimuovere il problema del collasso della funzione d'onda. L'idea di Everett è quella di considerare sia l'osservatore che il sistema misurato insieme in un unico stato, talvolta chiamato "mondo". Al momento dell'osservazione, a seguito dell'interazione fra gli apparati sperimentali o fra i sensi dell'osservatore con il sistema misurato, lo stato globale si divide in numerosi "mondi", uno ciascuno per ogni possibile risultato della misura. In questo modo nessun risultato casuale viene prodotto dalla misurazione, semplicemente ad esempio se si misura una variabile che ammette sia i valori "0" o "1", ci saranno due mondi, uno in cui l'osservatore misurerà "1" e un altro in cui invece otterrà "0". L'osservazione è un processo che modifica sempre gli stati dei sistemi misurati, ma adesso, al contrario dell'interpretazione di Copenaghen, i sistemi osservati più gli osservatori evolvono insieme secondo leggi deterministiche che stabiliscono come sono fatti i "singoli mondi", con i loro possibili risultati, e come è strutturata la totalità di essi: l'"universo".

## L'interpretazione di Everett
L'idea di Everett affronta il problema della misurazione proponendo di considerare la funzione d'onda complessiva sia del sistema misurato che degli strumenti di misurazione. Infatti, chiunque esamini l'evoluzione di un sistema non è indipendente da tale evoluzione: interviene una correlazione tra i processi del sistema e il rispettivo osservatore. Così c'è un sistema complessivo isolato comprendente il suo sottosistema osservato e l'osservatore, e una loro evoluzione combinata.
Quel che potremmo chiamare il postulato di Everett si può riassumere con: tutti i sistemi isolati evolvono secondo l'equazione di Schrödinger. Postulato che comunque riconduce esattamente alle predizioni (sui dati sperimentali) già contemplate dall'interpretazione di Copenaghen. Vediamone un esempio. Supponiamo di dover eseguire una misura di spin per un sistema formato da particelle aventi spin {\displaystyle 1/2} e denotiamo con {\displaystyle |\uparrow \rangle } e {\displaystyle |\downarrow \rangle } le proiezioni dello spin sull'asse {\displaystyle z}. Ipotizziamo di essere contenti se troviamo spin up e tristi se invece misuriamo spin down: possiamo quindi denotare con
{\displaystyle |\quad |{\ddot {-}}\rangle ,\quad |{\ddot {\smile }}\rangle ,\quad |{\ddot {\frown }}\rangle ,}
gli stati prima della misura e in cui abbiamo misurato spin up e spin down, rispettivamente. Lo stato iniziale del sistema sarà in generale una combinazione del tipo
{\displaystyle \alpha |\uparrow \rangle +\beta |\downarrow \rangle ,}
(dove {\displaystyle \alpha ,\beta } sono in generale numeri complessi), mentre l'effetto dell'osservazione sul sistema deve essere realizzato da un operatore unitario di evoluzione, precisamente
{\displaystyle U=e^{-iH\tau /\hbar },}
con {\displaystyle \tau } tempo caratteristico di risposta del sistema e {\displaystyle H} è l'Hamiltoniana dell'insieme sistema-osservatore.
Da quanto detto si deve dedurre
{\displaystyle U|{\ddot {-}}\rangle \otimes |\uparrow \rangle =|{\ddot {\smile }}\rangle \otimes |\uparrow \rangle ,\quad U|{\ddot {-}}\rangle \otimes |\downarrow \rangle =|{\ddot {\frown }}\rangle \otimes |\downarrow \rangle ,}
e quindi anche, secondo l'idea di Everett:
{\displaystyle U|{\ddot {-}}\rangle \otimes (\alpha |\uparrow \rangle +\beta |\downarrow \rangle )=\alpha |{\ddot {\smile }}\rangle \otimes |\uparrow \rangle +\beta |{\ddot {\frown }}\rangle \otimes |\downarrow \rangle ,}
come si nota il risultato è una combinazione lineare di noi contenti per aver trovato spin up e di noi tristi per aver trovato spin down, essendo qui lo sviluppo oggettivo del sistema associato ad ognuno degli stati emotivi soggettivi dell'osservatore, correlabili alle varianti ottenute. La funzione d'onda universale conterrebbe così una divergente serie di stati in ramificate e separate realtà percepibili come altri mondi. Tale conseguenza teorica si scontrò con l'opposizione di buona parte della comunità scientifica.
Va precisato che per la teoria di Everett il processo che produce la suddivisione della realtà si manifesta in ogni processo equivalente a una rilevazione oggettiva, pur laddove manchi un intervento cosciente, dipende solo dall'evolversi della funzione d'onda. L'atto senziente non è una necessità esclusiva per determinare l'entità e il definirsi empirico dei fenomeni. Diversamente altre idee e ipotesi reputano la coscienza indispensabile per la determinazione degli effetti quantistici, quali la concezione di Eugene Wigner o la teoria a "molte menti" la quale sposta l'esito possibile delle rilevazioni nel contenuto cerebrale degli sperimentatori.
Secondo questa interpretazione, la stessa teoria quantistica implicherebbe necessariamente la realizzazione di ogni stato finale dei relativi processi, ciò sarebbe conseguenza logica della sua premessa iniziale, la teoria dei molti mondi si limiterebbe semplicemente ad accettare, fino alle sue ultime conseguenze e quindi in concrete realtà, quel che già prescrive l'equazione di Schrödinger.

## Misura di realtà probabili
Nel suo studio H. Everett introdusse anche il concetto che denominò "measure" (misura), secondo il quale si pone che la probabilità soggettiva dell'osservatore (in qualche sua successiva replica) di risultare collocato in qualche specifico ramo (scaturito da evoluzioni divergenti) delle varie realtà, fosse proporzionale alla grandezza delle probabilità riferite al numero emergente di ognuna di tali diramazioni. Il fisico teorico/sperimentale israeliano Lev Vaidman dell'Università di Tel Aviv, uno dei più attivi sostenitori dei "molti mondi" (fedele alla linea originaria di Everett), in pagine ad essa dedicate nella Stanford Encyclopedia of Philosophy, dopo aver premesso che nelle rispettive diramazioni ogni senziente ha la stessa realistica percezione dei senzienti presenti in tutte le altre, espone il concetto scrivendo:...Chiamo tale proprietà "misura di esistenza" di un mondo. Essa serve a quantificare la sua attitudine a interferire con altri mondi in un esperimento mentale, ed è su tale base che possiamo introdurre il concetto... e ...La probabilità di un esperimento quantistico è proporzionale alla misura totale dell'esistenza di tutti i mondi in cui compare quel risultato.

## Posizioni e critiche della comunità scientifica
Un'obiezione è che essa non predice nessun risultato sperimentale incontrovertibile a sua specifica conferma, poiché i responsi che dalla sua applicazione si attendono sono indistinguibili da quelli già prefigurati dalla teoria ortodossa.
Nel 2014, alcuni fisici teorici hanno pubblicato uno studio su Physical Review X in cui si analizza che fenomeni quantistici possano emergere ipotizzando che tra le istanze di una pluralità di mondi possano sussistere interazioni fisiche. Il loro modello contiene come esempi limiti l'esistenza di un solo mondo, che esibisce il comportamento classico della fisica newtoniana, o l'ipotesi limite di un'infinità di mondi, dalle cui interazioni emerge la funzione d'onda. Secondo i loro calcoli, da un'interazione tra 41 mondi emerge il comportamento duale della luce, onda-particella, che dà ragione del comportamento osservabile nel famoso esperimento della doppia fenditura.